# ルイ6世アンリ (コンデ公)
ルイ6世アンリ・ジョセフ・ド・ブルボン＝コンデ（Louis VI Henri Joseph de Bourbon-Condé, 1756年9月13日 - 1830年8月27日）は、フランスの貴族。初めはブルボン公で、1818年にコンデ公となる。

## 生涯
コンデ公ルイ5世とスービーズ公シャルル・ド・ロアンの娘シャルロットの第1子として生まれる。妹はルイーズ・アデライード。
1777年の謝肉祭の仮面舞踏会で、妻のバティルドが、同じく舞踏会に出席していたアルトワ伯（後のシャルル10世）の愛人の仮面を取ったところ、カッとなったアルトワ伯はバティルドの顔面を殴った。後日、父のコンデ公はアルトワ伯に謝罪請求をしたが、無視されてしまう。怒りの収まらない父に促されて、ブルボン公はアルトワ伯に決闘を申し込んだ。そして数日後、2人はブーローニュの森で剣を抜いて決闘をした。決闘自体は、途中で立会人が割って入ったので、ブルボン公の方が傷とも言えない掠り傷を負っただけで済んだ。
1787年の名士会では父と共に出席し、あらゆる改革に反対した。1788年12月2日にヴェルサイユ宮殿に参内し、アルトワ伯、父と息子のアンギャン公ルイ・アントワーヌ、同族のコンティ公ルイ・フランソワ2世と共に全国三部会の頭数による投票に反対する覚書をルイ16世に提出した。1789年にフランス革命が勃発すると父やコンティ公と共にドイツのコブレンツに亡命した。1814年にフランスへ帰国し、ルイ18世を補佐するが、1830年にサンルーの居城で死去した。全裸のまま窓のイスパニア錠で首を吊っている状態で発見されたが、足は床についていたので自殺であったかは疑わしい。
一人息子のルイ・アントワーヌは1804年にナポレオン・ボナパルト暗殺容疑で処刑されたため、ルイ6世アンリの代でブルボン＝コンデ家は断絶、遺産は妻の又甥に当たるフランス王ルイ・フィリップの五男・オマール公アンリ・ドルレアンに与えられた。